# Diaparsis niphadoctona
Diaparsis niphadoctona är en stekelart som beskrevs av He 1995. Diaparsis niphadoctona ingår i släktet Diaparsis och familjen brokparasitsteklar. Inga underarter finns listade i Catalogue of Life.